# Gelis inermis
Gelis inermis är en stekelart som först beskrevs av Henry Lorenz Viereck 1903.  Gelis inermis ingår i släktet Gelis och familjen brokparasitsteklar. Inga underarter finns listade i Catalogue of Life.